# Rafiq Nishonov
Rafiq Nishonov (uzbek: Рафиқ Нишонович Нишонов)  (Gazalkent, 15 de gener de 1926 - Ginebra, 11 de gener de 2023) va servir com el dotzè Primer Secretari del Partit Comunista de l'RSS de l'Uzbekistan.
Nishonov va ocupar aquest càrrec durant 17 mesos, del 12 de gener de 1988 al 23 de juny de 1989. El seu substitut va ser Islam Karimov. Abans d’això, també va ocupar el càrrec de President del Presidium del Soviet Suprem RSS de l'Uzbekistan entre el 1986 i el 1988. També va ser president del Soviet de les Nacionalitats del 1989 al 1991.
Entre els anys 1970 i 1978 va exercir com a ambaixador extraordinari i plenipotenciari a Sri Lanka i les Maldives. Sergei Lavrov, que des del 2004 exerceix com a ministre d’Exteriors de Rússia, va ser el seu intèrpret de cingalès.